# Luli Fernández
María Lucila Fernández (Azul, 10 de febrero de 1988) más conocida como Luli Fernández es una modelo profesional y conductora argentina.

## Primeros años
Ha aparecido en las tapas y páginas de muchas revistas incluyendo Maxim Argentina, Gente, Hombre, Vogue Latinoamérica, GQ, Harper's Bazaar, Vanidades, Caras, Gabo y Para Ti. Cursó hasta 4.º año de la Secundaria en la Escuela Superior de Comercio Carlos Pellegrini. En 2006 fue convocada por la revista Rolling Stone y condujo Tendencia con Paula Morales y Sebastián Fillol.

## Carrera profesional
En 2007 participó en Patinando por un sueño del programa Showmatch con Marcelo Tinelli, por Canal 13. Fue la 17.ª eliminada del certamen (más precisamente, la última eliminada antes de las semifinales; fue en la semana de StripDance y Rock Nacional).
Desde 2007 hasta 2009 fue parte del programa Área 18 con Nacho Goano, emitido por TyC Sports.
Durante el año 2008, fue conductora en Team Angels, un programa de 5 o 10 minutos aproximadamente, que aparece después del capítulo de la serie Casi Ángeles.
En el 2009 formó parte de un programa de televisión en la cadena TyC Sports, donde se abordaban tanto partidos locales como del exterior.
En 2009 durante unos meses fue panelista del programa Un Mundo Perfecto conducido por Roberto Pettinato, pero abandona para coconducir junto a Horacio Cabak un programa de entretenimientos para Canal 13, y al año siguiente conduce Hombre al agua junto a Ivan de Pineda.
Fue coconductora de Gran Hermano 2011 y Justo a tiempo en Telefe. En 2012 comenzó un programa junto a Marley llamado La Voz Argentina, cubriendo los backs para Internet. Además fue panelista de Fox para todos.
En 2013, Luli fue la coconductora de Celebrity Splash, programa transmitido por Telefe y conducido por Marley, y durante el transcurso del certamen Luli se animó a tirarse del trampolín. Ese mismo año fue conductora del programa Fox para todos transmitido por Fox Sports.
En 2014, Luli cubrió los backstages de Todos juntos 2014, un programa especial de Telefe transmitido una vez al año, en donde presenta una nueva programación. También fue conductora junto a Sergio Goycochea y cronista del programa Viví el Mundial transmitido por la TV Pública, el programa trataba sobre la Copa Mundial de Fútbol de 2014.
En 2017 forma parte del panel de Pamela a la Tarde, un magazine conducido por Pamela David en la pantalla de América.

## Vida personal
Tuvo una relación de tres años con Pablo Mouche (2009-2012). El 21 de noviembre de 2014 se casó con el abogado Cristian Cúneo-Libarona. El 11 de marzo de 2019 Cristian se convirtió papá por quinta vez y Luli se convirtió en mamá por primera vez con la llegada de su hijo, Indalecio Cúneo-Libarona, su nombre significa "Enviado de Dios".

## Televisión
| Año       | Título                             | Rol                       | Notas                     | Canal                        |
| --------- | ---------------------------------- | ------------------------- | ------------------------- | ---------------------------- |
| 2003      | Super M 03                         | Participante              | Debut en televisión       | El Trece                     |
| 2003      | Rebelde Way                        | Alumna                    | Extra                     | Canal 9                      |
| 2004      | Floricienta                        | Milena                    | 1 episodio                | Canal 13                     |
| 2006      | Tendencia                          | Ella misma                | 1 programa                | Canal 9                      |
| 2007-2009 | Área 18                            | Conductora                |                           | TyC Sports                   |
| 2007      | Patinando por un sueño             | Participante              | 17.ª Eliminada            | Canal 13                     |
| 2008      | Team Angels                        | Conductora                | Programa de Casi ángeles  | Telefe                       |
| 2008-2014 | CQC                                | Ella misma                | 8 programas               | Telefe, América 2 y Canal 13 |
| 2009      | Un Mundo Perfecto                  | Panelista                 |                           | América 2                    |
| 2009      | Hoy es tu día                      | Conductora                |                           | Canal 13                     |
| 2010      | Hombre al agua                     | Conductora                |                           | Canal 13                     |
| 2011      | Justo a tiempo                     | Secretaria                | 3ª temporada              | Telefe                       |
| 2011      | Pura Química                       | Invitada                  | 1 programa                | ESPN +                       |
| 2012      | Gran Hermano, la previa de la gala | Coconductora              |                           | Telefe                       |
| 2012      | Gran Hermano, el debate            | Panelista                 |                           | Telefe                       |
| 2012      | Gran Hermano, de tarde             | Panelista                 |                           | Telefe                       |
| 2012      | Todos juntos 2012                  | Coconductora              |                           | Telefe                       |
| 2012      | La Voz Argentina                   | Coconductora              | Backstage                 | Telefe                       |
| 2012      | La Otra Voz                        | Conductora                |                           | Telefe                       |
| 2012      | La pelu                            | Invitada                  | 1 programa                | Telefe                       |
| 2012      | Mar del Plata Moda Show 2012       | Ella misma                | Modela                    | Canal 13                     |
| 2013      | Celebrity Splash                   | Coconductora              |                           | Telefe                       |
| 2013      | Fox para todos                     | Conductora                |                           | Fox Sports                   |
| 2014      | Todos juntos 2014                  | Coconductora              | Programa especial         | Telefe                       |
| 2014      | Viví el Mundial                    | Conductora                | También como reportera    | TV Pública                   |
| 2015-2016 | Turismo Carretera                  | Reportera                 | Programa de automovilismo | TV Pública                   |
| 2015      | Gran Hermano 2015: El debate       | Panelista                 | 1 programa                | América TV                   |
| 2017      | Stop and Go                        | Conductora                | Programa de automovilismo | Fox Sports                   |
| 2017-2018 | Pamela a la tarde                  | Panelista                 | Programa de espectáculos  | América TV                   |
| 2018      | Hay código                         | Conductora                | Programas de entrevistas  | América TV                   |
| 2020      | Incorrectas                        | Panelista                 | Programas de espectáculos | América TV                   |
| 2020      | Fantino a la tarde                 | Panelista                 | Programas periodístico    | América TV                   |
| 2020      | Mujeres                            | Conductora (15 programas) | Programas magazine        | El Trece                     |
| 2021      | Los 8 escalones del millón         | Invitada especial         | Game show                 | El Trece                     |
| 2022-2023 | Socios del espectáculo             | Panelista                 | Programa de espectáculos  | El Trece                     |
| 2024      | Zona mixta                         | Conductora                | Programa de deportes      | TV Pública                   |